# آلیس تایت
آلیس تایت (به انگلیسی: Alice Tait) (زادهٔ ۲۳ مهٔ ۱۹۸۶) شناگر اهل استرالیا است.